# Подґуж (Бродницький повіт)
Подґуж (пол. Podgórz, нім. Karlsberg; until 1867: Arndtshof) — село в Польщі, у гміні Бродниця Бродницького повіту Куявсько-Поморського воєводства.
Населення — 267 осіб (2011).
У 1975-1998 роках село належало до Торунського воєводства.

## Демографія
Демографічна структура станом на 31 березня 2011 року:
|          | Загалом | Допрацездатний вік | Працездатний вік | Постпрацездатний вік |
| -------- | ------- | ------------------ | ---------------- | -------------------- |
| Чоловіки | 141     | 27                 | 106              | 8                    |
| Жінки    | 126     | 17                 | 88               | 21                   |
| Разом    | 267     | 44                 | 194              | 29                   |